# Camissonia contorta
Camissonia contorta là một loài thực vật có hoa trong họ Anh thảo chiều. Loài này được (Douglas) Kearney mô tả khoa học đầu tiên năm 1894.